# José Antonio Luque Ramírez
José Antonio Luque és un futbolista andalús, que ocupa la posició de porter. Va nàixer a Marchena el 16 de febrer de 1974.
Format al planter del Sevilla FC, Luque va destacar a les files del Recreativo de Huelva, on va romandre set temporades. Va combinar la titularitat amb la suplència. La temporada 02/03 hi debuta a primera divisió amb els de Huelva, tot jugant 26 partits.